# Augustus 1998
Dit artikel geeft een chronologisch overzicht van alle belangrijke gebeurtenissen per dag in de maand augustus van het jaar 1998.

## Gebeurtenissen

### 1 augustus
- Opening van de Gay Games in Amsterdam. Directeur Marc Janssens van de Gay games wordt op non-actief gezet wegens een tekort van zes miljoen gulden. De gemeente Amsterdam schiet te hulp.
- Hevige regenval in China leidt tot overstromingen in het midden en het oosten van het land. De overstromingen houden lang aan, zeker 2.000 mensen komen volgens officiële cijfers om het leven. De overstromingen zijn mede het gevolg van overmatige houtkap en het bouwen van dammen in de rivieren.
- Zeilster Carolijn Brouwer behaalt in Travemünde de wereldtitel in de Europe-klasse. In november wordt zij door de internationale zeilfederatie uitgeroepen tot zeilster van het jaar.

### 2 augustus
- Marco Pantani wint de 85e en een door dopingschandalen geteisterde editie van de Ronde van Frankrijk. De Italiaanse wielrenner neemt de titel over van zijn Duitse collega Jan Ullrich, die ditmaal tweede wordt.
- De Russisch-Duitse componist Alfred Schnittke overlijdt op 64-jarige leeftijd.

### 3 augustus
- In Nederland wordt het Kabinet-Kok II ('Paars II') beëdigd.

### 4 augustus
- In het oosten van Congo levert het leger van president Laurent Kabila hevige artilleriegevechten met opstandige Tutsi-eenheden, die worden gesteund door Rwandese militairen. Het is het begin van een lange strijd, waarbij diverse landen in de regio betrokken raken.

### 5 augustus
- Jankarel Gevers, voorzitter van het college van bestuur van de Universiteit van Amsterdam, overlijdt op 54-jarige leeftijd.

### 7 augustus
- Bij bomaanslagen op de Amerikaanse ambassades in Nairobi en Dar es Salaam komen 224 mensen om het leven, meer dan 4500 raken gewond.
- Monica Lewinsky getuigt voor een grand jury in Washington over haar veronderstelde verhouding met president Bill Clinton. Ze erkent dat ze met de president een seksuele verhouding heeft gehad.

### 8 augustus
- Nieuwe feiten over Srebrenica bij de televisierubriek Nova. Defensie zou twee verdwenen fotorolletjes bewust niet hebben ontwikkeld en ook zou het debriefingsrapport onvolledig zijn. Moslimsoldaten zouden zijn overreden door Nederlandse militairen. Dutchbatters geven toe bij de val van Srebrenica te hebben geholpen bij de afvoer van moslims. De commissie-Van Kemenade concludeert dat Defensie niets in de doofpot heeft willen stoppen. De Kamer besluit tot een parlementair onderzoek. Ex-commandant Thom Karremans van Dutchbat legt later de schuld van de val van Srebrenica bij de VN, ook zegt hij dat Dutchbatters te moe waren om wreedheden te melden. Het .RIOD stelt eveneens een langdurig onderzoek in

### 9 augustus
- Bij het WK basketbal in Griekenland gaat de wereldtitel voor de vierde keer naar het team van Joegoslavië. Dejan Bodiroga wordt na afloop uitgeroepen tot meest waardevolle speler (MVP) van het toernooi.

### 11 augustus
- De Nederlandsche Bank (DNB) schenkt de Stichting Nationaal Fonds Kunstbezit 110 miljoen gulden. Met de schenking wordt twee weken later het schilderij Victory Boogie Woogie van Piet Mondriaan voor 80 miljoen gulden aangekocht. De Tweede Kamer wordt niet ingelicht, premier Wim Kok maakt zijn excuses.

### 13 augustus
- Zwitserse banken zullen, verspreid over een periode van drie jaar, 2,5 miljard gulden betalen aan slachtoffers van de Holocaust en hun nabestaanden.
- 's Nachts verschijnt De Bestemming, de nieuwe cd van Marco Borsato.

### 14 augustus
- Guus Vleugel, schrijver van cabaretteksten en liedjes, overlijdt op 66-jarige leeftijd.

### 17 augustus
- Plechtige herbegrafenis van het Russisch keizerlijk gezin in de kathedraal van Sint-Petersburg.
- De Iraakse vice-premier Tariq Aziz zegt het in februari gesloten akkoord met secretaris-generaal Kofi Annan van de Verenigde Naties op.
- Bij een bomaanslag in het Noord-Ierse stadje Omagh komen 28 mensen om het leven en raken 217 mensen gewond.
- De Russische regering devalueert na maanden van financiële instabiliteit de roebel met 50 procent. De koers van de munt stort volledig ineen. Ook de afbetaling van Russische schulden in het buitenland wordt met 90 dagen opgeschort. De financiële crisis komt steeds dichterbij. Ook Noorwegen en Finland raken in de problemen.

### 18 augustus
- Otto Frank blijkt vijf pagina's uit het dagboek van Anne Frank te hebben achtergehouden en in bewaring te hebben gegeven aan een vriend, Cor Suijk. Suijk wil de pagina's alleen aan het RIOD geven als hij een sponsor vindt.
- In een korte televisietoespraak na zijn verhoor door een grand jury erkent president Bill Clinton dat hij het Amerikaanse volk misleid heeft over zijn verhouding met de voormalige stagiaire Monica Lewinsky.
- De Frans-Amerikaanse schrijver Julien Green overlijdt op 97-jarige leeftijd.

### 20 augustus
- Het Canadese hooggerechtshof bepaalt dat de provincie Quebec zichzelf niet van Canada kan afscheuren zonder de goedkeuring van de federale regering.
- De Verenigde Staten vuurt kruisraketten af op gemeende Al Qaida kampen in Afghanistan en een mogelijke productieplaats van chemische wapens in Soedan als vergelding voor de aanslagen op haar ambassades eerder die maand.
- Het voetbalseizoen in de Eredivisie 1998/99 begint met het duel sc Heerenveen-FC Twente dat eindgt in een 1-0 overwinning voor de thuisploeg door een doelpunt van Jeffrey Talan op aangeven van Dennis de Nooijer.

### 23 augustus
- President Boris Jeltsin van Rusland ontslaat per decreet zijn voltallige regering. Oud-premier Viktor Tsjernomyrdin wordt aangewezen als de nieuwe regeringsleider. Het Russische parlement verzet zich tegen Tsjernomyrdins benoeming. Jeltsin ontkent later geruchten dat hij zou aftreden.

### 27 augustus
- Berichten sijpelen binnen over verliezen van bank-verzekeraar ING in Azië en Rusland. De paniek slaat nu ook toe op Europese beurzen waaronder die van Amsterdam. Het schouderophalen over de Aziëcrisis is definitief voorbij.

### 29 augustus
- De Deense wielrenner Rolf Sørensen schrijft voor de tweede keer de Ronde van Nederland op zijn naam.

### 30 augustus
- In Lausanne behaalt de Britse triatleet Simon Lessing de wereldtitel olympische afstand. Bij de vrouwen gaat de zege naar de Australische Joanne King.

### 31 augustus
- Noord-Korea lanceert zijn eerste satelliet: Kwangmyongsong.
- Frank Rijkaard volgt Guus Hiddink op als bondscoach van het Nederlands voetbalelftal. Hiddink treedt in dienst bij Real Madrid.
- Anne-Wil Blankers speelt Wilhelmina in gelijknamig toneelstuk.

<< · januari · februari · maart · april · mei · juni · juli · augustus · september · oktober · november · december · >>